# Imagine: John Lennon (film)
Ne doit pas être confondu avec Imagine (chanson), Imagine (album) ou Imagine: John Lennon (album).
Pour plus de détails, voir Fiche technique et Distribution.
Imagine: John Lennon est un film documentaire américain de Andrew Solt diffusé pour la première fois en octobre 1988. Un album du même nom a été publié simultanément.

## Synopsis
La vie du Beatle John Lennon vue à travers des interviews et des images d'archives inédites.

## Historique
Initiée par Yoko Ono, la veuve de Lennon, ce film a été présenté au cinéma quelques semaines seulement après la publication de The Lives of John Lennon (en) d'Albert Goldman (en), la biographie controversée du chanteur. La narration est faite par Lennon lui-même, tirée de plus de cent heures d'archives sonores dont 22 heures d'interview par David Sheff enregistrées quelques jours avant son assassinat en décembre 1980.

## Fiche technique
- Titre : Imagine: John Lennon
- Réalisation : Andrew Solt
- Photographie : Néstor Almendros
- Scénarisation: Sam Egan, Andrew Solt
- Montage : Howard Heard et Bert Lovitt
- Production : Bud Friedgen, Kevin Lee Miller, Andrew Solt, David L. Wolper
- Sociétés de production : Warner Bros.
- Sociétés de distribution :  Warner Bros.
- Pays d’origine :  États-Unis
- Langue : anglais
- Genre : Film documentaire
- Durée : 100 minutes (1 h 40)

## Distribution
- John Lennon (images d'archives)
- Yoko Ono
- David Bowie
- Cynthia Lennon
- Julian Lennon
- Sean Lennon
- George Martin

## Autour du film
- Imagine est le titre d'un des principaux albums que John Lennon a réalisé après la séparation des Beatles. La chanson éponyme de l'album est un tube mondial.
- Yoko Ono est l’instigatrice de ce film.
- Les trois membres survivants des Beatles ont refusé d'être interviewés pour ce film mais ils ont eu un droit de regard sur le montage final.